# 香川勝雄
香川 勝雄（かがわ かつたか）は、戦国時代の安芸国の武将。安芸国中城主。安芸香川氏の家臣。剛勇な武将で大蛇退治などの伝説をもつ。

## 生涯
永正12年（1515年）、安芸香川氏の一族として生まれたといわれている。詳細な家系は不明だが、香川光景の弟に「香川学雄」という人物がおり、勝雄本人もしくは近い人物とみられる。
永正15年（1518年）6月中旬、母が女児を出産するがすぐに母子共に死去した。鹿島流の兵法を学んだ剣道の達人である父・勝直に幼い頃から鍛えられるが、大永6年2月、父も38歳で病死した。
15人力の剛勇の士として知られ、主君・香川光景に仕えた。
安芸武田氏の大軍が八木城に攻め寄すと聞き、盲目であった勝雄は主君に申し訳ないと切腹をしようとするが、家来の又五郎の諫言によって思いとどまり、阿生山の麓、柏渓山（浄楽寺付近）中の大岩のある川辺に草庵を作って必勝を祈念していた。
香川氏が毛利氏に従うと、勝雄もそれに従い、数々の戦で活躍した。永禄12年（1569年）、尼子勝久率いる尼子再興軍は、出雲国・伯耆国の旧尼子勢力を結集し、美作国に侵入、毛利氏の守る高田城への攻撃を開始した。高田城を守るは香川光景、広景、春継。しかし城内には元尼子の降将が多数おり、内応者が続出し苦境に立たされた。香川勝雄はその混乱に乗じて攻撃を加えてきた尼子・三浦連合軍と、その支援に来た宇喜多勢と戦い、討死した。勝雄の奮戦によって、高田城は落城を免れた。なお、勝雄の家来・又五郎は勝雄討死後、その首を奪い合う者たちを斬り伏せたが自身も寸断に切られ討死した。

## 阿武山での大蛇退治とキツネ岩の古狐の伝説
(注)この物語は陰徳太平記に記載されていたものである(陰徳太平記は出資者である毛利方への忖度が相当に行われた創作物語であり史実かどうかは疑わしいという解釈が一般である)。
享禄5年（1532年）、勝雄が18歳の頃、香川氏の所領である八木荘（現・安佐南区八木）に怪物のような大蛇（龍ともいわれている）が阿武山の中腹から出没し、八木荘を荒らし回っていた。勝雄は主君の香川光景に大蛇退治を志願し、同年2月27日（陽暦3月25日）に一人で阿武山に登り中迫という地点で巨大な大蛇を義元の太刀で退治して、一躍勇名を馳せた。しかし大蛇は退治される寸前に勝雄に呪いを掛け、盲目にしてしまった。困り果てた勝雄は、近くにある湧き出た泉で目を洗うと、その目が見えるようになった。その後、その泉は眼病に効く霊験あらたかな水として知られる（御奇良功水=ごきろくすい）。勝雄がきった大蛇の首が初めに落ちたところを刀延（たちのぶ）、二度目に飛び入ったところを、大蛇の首から流れる血が箒のように噴きつつ飛んだので箒溝（ほうきみぞ）、最後に飛び入ったところは大蛇の血で池となり、その池の中に深く隠れ入ったというので蛇王池と称えるようになった。この蛇王池は、可部線の梅林駅（現在と場所が一致しているかは未確認）より約百メートル北あたりにあり、蛇王池田植え歌というのがある。退治の際に使った義元の太刀は、安芸香川氏の祈祷所であった光廣神社に奉納されていたが、現在は失われている。

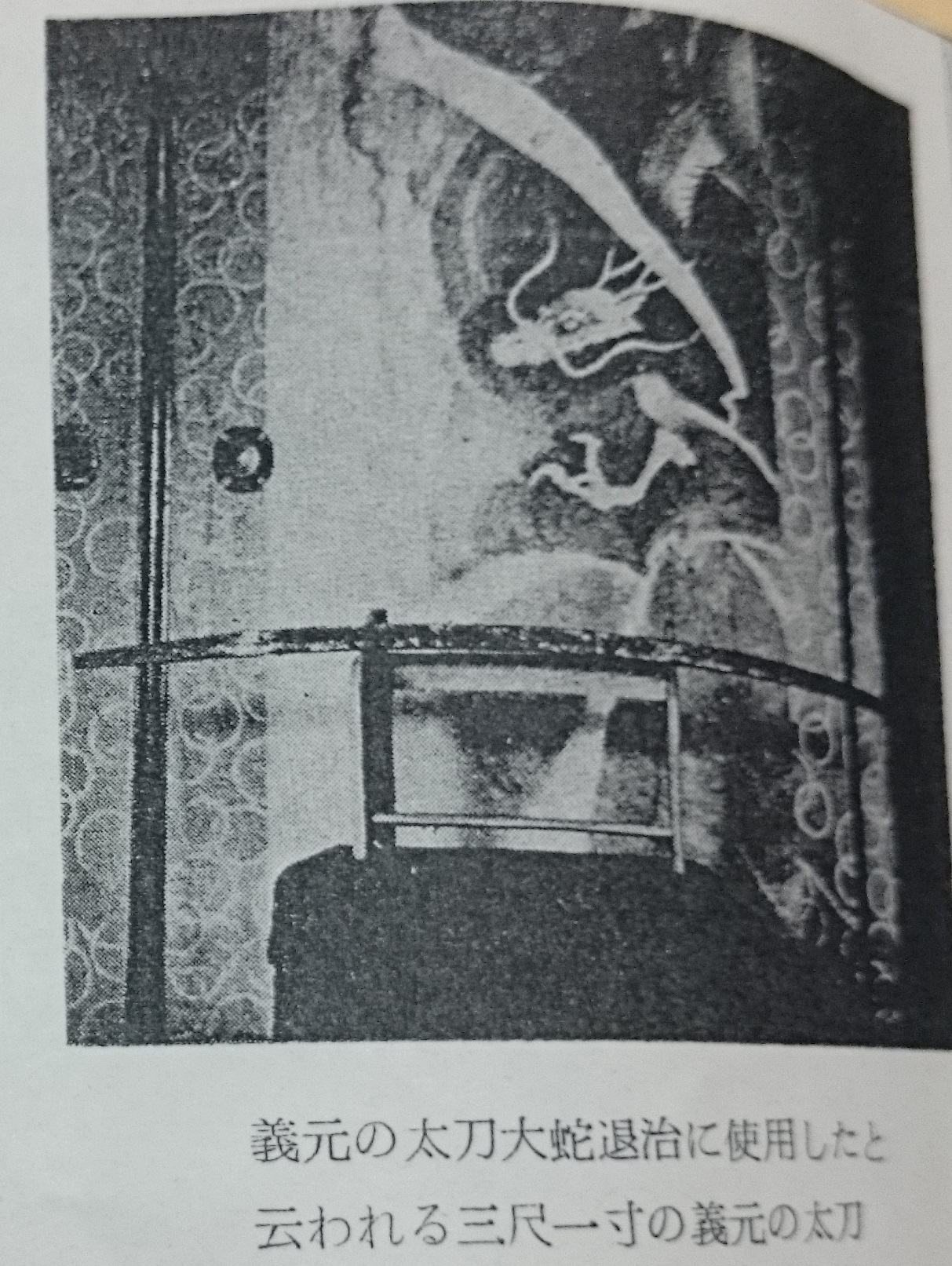
勝雄が大蛇退治に使用したと伝われる三尺一寸の義元の太刀

広島市立八木小学校の一角に、高さ2.8m、周囲6.8m、重量約10ｔのキツネ岩と呼ばれる岩が存在している。本来は八木小学校から約250m南側にある皆川山近くの水田に、上部約60cmを出して埋没していた。当時の太田川は現在よりも阿武山側に流れており、このキツネ岩はその川面に浮かんでおり、船を沈める難所となっていた。後に川の流れる位置が変わり、キツネ岩周辺は田んぼとなる。戦国時代、この大岩の上に美しい女が立ち、笑って人をバカにして踊るという不可思議な現象が起きた。これを訝しんだ香川勝雄は、女が現れるのを待ち、ついにその女を退治した。退治された女は人間ではなく、実は大きな年老いたキツネであった。現在も「キツネ岩物語」という話として伝えられている。

## 参考資料
- 佐東町史
- 日本人名大辞典 講談社
- 黄鳥の笛　p26～31（昭和33年）　辻治光